# Chryse Planitia
Chryse Planitia (grčki: Zlatna Ravnica) kružna je ravnica u sjevernom Marsovom ekvatorijalnom pojasu. Nalazi se blizu Tharsisa, na "utoku" Valles Marinerisa. Chryse je prastari udarni bazen s oko 1600 km u promjeru i prosječnom visinom od - 2,5 km od referentnog nivoa. Neke odlike, poput uzdignutih rubova, dijeli s Mjesečevim morima. Gustoća kratera govori nam da je starost Chrysea dvaput manja od prosječne starosti mjesečevih mora.
Chryse pokazuje znakove erozije uzrokovane tekućom vodom u prošlosti. Dno ravnice je ušće mnogih "rijeka" i bujičnih kanala, kao i završetak Valles Marinerisa. Smatra se da je Chryse davno bila veliko jezero ili ocean u Hesperskom ili ranom Amazonskom razdoblju, jer se sva "ušća" nalaze na istoj visini, što je jedan od dokaza da je tu nekad postojala obala. Chryse je povezana sa Sjevernim polarnim bazenom, tako da je možda bila tek veliki zaljev u slučaju da je postojao veliki ocean.
U Chryse su sletjela dva landera, Viking 1 1976. godine i Mars Pathfinder 1997. godine. Viking 1 sletio je dalje od utoka kanala te se na snimkama činilo da je teren uglavnom vulkanskog podrijetla. Mars Pathifinder sletio je u Ares Vallis, ušće jedne od rijeka koje utječu u Chryse.

## Vanjske poveznice
- Chryse Planitia na Google Marsu

### Ostali projekti
|  | Zajednički poslužitelj ima još gradiva o temi Chryse Planitia |